# XIVe législature de l'Assemblée nationale populaire
Depuis le 5 mars 2023
(2 ans et 9 jours)
XIIIe
La XIVe législature de l'Assemblée nationale populaire est un cycle parlementaire chinois qui s'ouvre le 5 mars 2023, à la suite des élections législatives de 2022 et 2023.
La législature est prévue pour cinq ans, entre 2023 et 2028, dont est prévue la convocation de plusieurs sessions au cours de cette période, se déroulant chaque année au début du mois de mars, jusque 2028 et la convocation de la XVe législature.
Lors de l'ouverture de cette nouvelle législature, en mars 2023, les quatre postes clés de l'État sont élus. Le président Xi Jinping est réélu, le vice-président Han Zheng est élu, tandis que le Premier ministre Li Qiang et le président du Comité permanent Zhao Leji sont nouvellement élus.

## Composition de l'exécutif

### Président de la République populaire

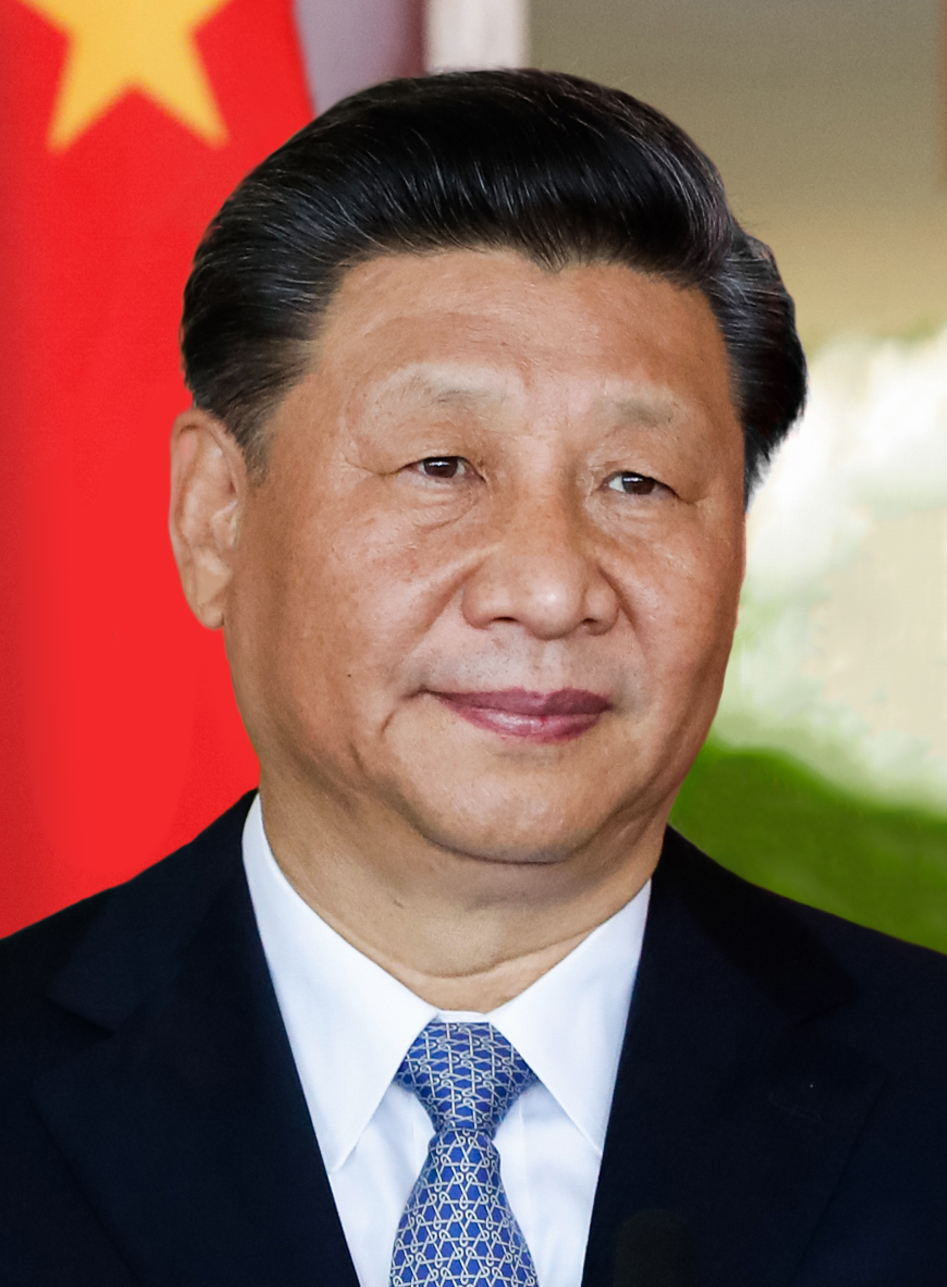
Xi Jinping, président de la République depuis le 14 mars 2013.

### Premier ministre

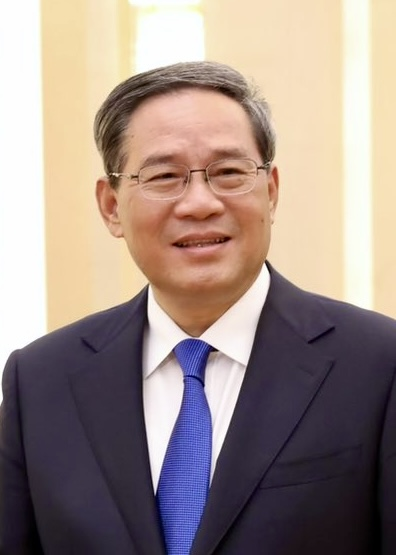
Li Keqiang, Premier ministre depuis le 11 mars 2023.

## Présidence de l'Assemblée
| Fonction | Fonction | Fonction           | No | Nom                 | Groupe parlementaire                                    | Circonscription |
| -------- | -------- | ------------------ | -- | ------------------- | ------------------------------------------------------- | --------------- |
|          |          | Président          | -  | Zhao Leji           | Parti communiste chinois                                | Sichuan         |
|          |          | 1er vice-président | 1  | Li Hongzhong (en)   | Parti communiste chinois                                | Hubei           |
|          |          | Vice-président     | 2  | Wang Dongming (en)  | Parti communiste chinois                                | Shanxi          |
|          |          | Vice-président     | 3  | Xiao Jie (en)       | Parti communiste chinois                                | Hubei           |
|          |          | Vice-président     | 4  | Zheng Jianbang (en) | Comité révolutionnaire du Kuomintang                    | Shandong        |
|          |          | Vice-président     | 5  | Ding Zhongli (en)   | Ligue démocratique de Chine                             | Jilin           |
|          |          | Vice-président     | 6  | Hao Mingjin (en)    | Association pour la construction démocratique de Chine  | Zhejiang        |
|          |          | Vice-président     | 7  | Cai Dafeng (en)     | Association chinoise pour la promotion de la démocratie | Anhui           |
|          |          | Vice-président     | 8  | He Wei (en)         | Parti démocratique des ouvriers et des paysans de Chine | Hunan           |
|          |          | Vice-président     | 9  | Wu Weihua (en)      | Société de Jiusan                                       | Hainan          |
|          |          | Vice-président     | 10 | Tie Ning            | Parti communiste chinois                                | Tibet           |
|          |          | Vice-président     | 11 | Peng Qinghua (en)   | Parti communiste chinois                                | Sichuan         |
|          |          | Vice-président     | 12 | Zhang Qingwei (en)  | Parti communiste chinois                                | Hunan           |
|          |          | Vice-président     | 13 | Lobsang Gyaltsen    | Parti communiste chinois                                | Tibet           |
|          |          | Vice-président     | 14 | Shekleti Zakir      | Parti communiste chinois                                | Xinjiang        |

## Composition
| Parti | Parti             | Membres | Président         |
| ----- | ----------------- | ------- | ----------------- |
|       | PCC               | 2091    | Xi Jinping        |
|       | Société de Jiusan | 63      | Wu Weihua (en)    |
|       | MJ                | 58      | Cai Dafeng (en)   |
|       | MMZY              | 57      | Ding Zhongli (en) |
|       | Minjian           | 57      | Hao Mingjin (en)  |
|       | NGD               | 54      | Chen Zhu          |
|       | Minge             | 44      | Wan Exiang (en)   |
|       | ZG (en)           | 38      | Wan Gang          |
|       | Taimeng           | 13      | Su Hui (en)       |
|       | Ind.              | 472     | Aucun             |
|       | Vacants           | 33      | Aucun             |

## Première session (2023)

### Rapports de la précédente législature

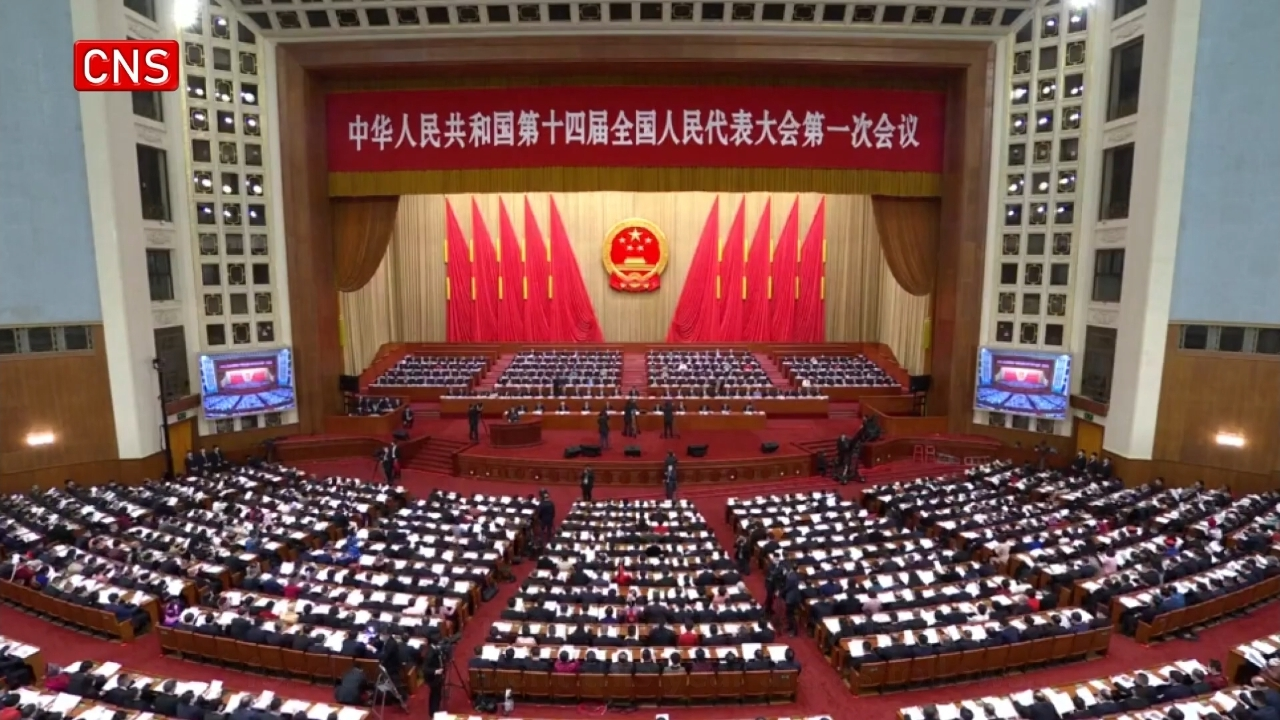
1ère session de l'Assemblée nationale populaire le 5 mars 2023.

La première session de la XIVe législature de l'Assemblée nationale populaire a lieu entre le 5 et le 13 mars 2023 au Palais de l'Assemblée du Peuple à Pékin.
Lors de la première session, plusieurs rapports de travaux ont eu lieu, notamment celui du Premier ministre sortant Li Keqiang, sur l'action de son gouvernement.
Les députés ont ensuite examiner le rapport sur l'exécution des budgets centraux et locaux en 2022 et les projets de budgets centraux et locaux en 2023, la mise en œuvre du Plan national de développement économique et social 2022 et le projet de Plan national de 2023.
Le rapport du Président de l'Assemblée sortant Li Zhanshu fut auditionné et examiné, sur les travaux du Comité permanent de l'Assemblée nationale populaire.

### Élections
Le 10 et 11 mars 2023, la première session de l'Assemblée nationale populaire procède aux votes des quatre principaux personnages de l'Etat, ainsi que des vice-présidents du Comité permanent de l'Assemblée.

Le 10 mars 2023, Xi Jinping est réélu sans surprise, pour un troisième mandat historique, avec le vote formel des députés, il est réélu à 2 952 votes pour, zéro contre et aucune abstention.
Le même jour, Zhao Leji, membre du Bureau politique du Parti communiste, est désigné Président du Comité permanent de l'Assemblée nationale populaire, après un vote des députés, il est élu président avec 2952 voix pour, aucune voix contre et aucune abstention, comme Xi Jinping.
Le lendemain, le 11 mars, Li Qiang, proche de Xi Jinping, est désigné comme Premier ministre de la république populaire de Chine,. Après un autre vote des députés, il obtient 2 936 votes pour, trois contre et huit abstentions,. Il est le premier Premier ministre, depuis l'ère de Mao Zedong, à être nommé à cette fonction sans avoir été auparavant vice-Premier ministre